# Oxycera whitei
Oxycera whitei är en tvåvingeart som beskrevs av Enrico Adelelmo Brunetti 1923. Oxycera whitei ingår i släktet Oxycera och familjen vapenflugor.
Artens utbredningsområde är Sri Lanka. Inga underarter finns listade i Catalogue of Life.